# Пеура, Йохан
Йохан (Юхо) Пеура (фин. Johan (Juho) Peura; 24 мая 1879, Лаукас, Великое княжество Финляндское — 26 мая 1918, Тампере, Финляндия) — финский политик, революционер, член Социал-демократической партии Финляндии (СДП).

## Биография
Рабочая специальность — плотник.
С 1914 по 1917 годы был депутатом Парламента Финляндии от Социал-демократической партии Финляндии.
Участник гражданской войны в Финляндии. Во время войны он на стороне красных был председателем революционного трибунала городе Тампере.
Участник сражения за Тампере. После сдачи красным гарнизоном города 6 апреля 1918 года, был арестован и заключён в тюрьму, где и умер 26 мая 1918 года.